# Vladimir Streinu
Vladimir Streinu (n. 23 mai 1902, Teiu din Deal, județul Argeș, România – d. 26 noiembrie 1970, București, România) a fost un autor, critic literar, deputat, estetician, istoric literar, pedagog și scriitor român.

## Date biografice
Vladimir Streinu, pseudonim al lui Nicolae Iordache (a mai semnat și Apollonius), s-a născut în comuna Teiu, din județul Argeș, ca fiu al lui Șerban Iordache, din neam de moșneni, agricultor foarte avut, și al Leancăi.
A absolvit școala primară din satul natal în 1912, după care intră la Liceul Ion C. Brătianu din Pitești, unde promovează primele patru clase. În anul școlar 1916/1917, prin suspendarea cursurilor pe teritoriul țării, ocupată de trupele germane, întrerupe școala și se refugiază în Moldova.
În aprilie 1917, la 15 ani, declarându-se mai mare ca vârstă, se înscrie voluntar în armată. Va fi repartizat la Regimentul 29 infanterie, compania 10, Dorohoi. Între 1 octombrie 1917 - 21 iunie 1918, a urmat cursurile unei școli militare, primind gradul de sergent. Lăsat la vatră, timpul petrecut în armata i se socotește o clasă, a V-a, iar clasa a VI-a o absolvă în particular. Continuă la zi clasele următoare la Pitești. Din această perioadă datează primele sale încercări literare.
În 1920, după bacalaureat, se înscrie la Facultatea de Litere și Filosofie din București, specializarea filologie modernă (franceză). Are ca profesori pe Mihail Dragomirescu, Nicolae Iorga, Vasile Pârvan și Charles Drouhet. Tot acum ia contact cu viața literară.  În 1922, cu sprijinul poetului Vasile Voiculescu, este angajat secretar de redacție la revista Cugetul românesc, scoasă de Tudor Arghezi și Ion Pillat. În același timp, începe să frecventeze cenaclul Sburătorul.
În 1924, susține examenul de licență, după care este numit profesor la Liceul Traian din Turnu Severin. Aici o cunoaște și se căsătorește cu profesoara Elena Vasiliu, viitoarea scriitoare Elena Iordache-Streinu. În 1925, e profesor în București, iar peste un an, Vladimir Streinu pleacă la Paris, unde pregătește o teză de doctorat despre Rimbaud, având conducător pe profesorul Fortunat Strowsky.
Încă din 1926 fusese angajat ca redactor la revista Sburătorul, în paginile căreia publică cea mai mare parte din poeziile sale. Întors în țară în 1927, este numit profesor la Găești. Acolo scoate peste un an revista Kalende, împreună cu Șerban Cioculescu, Pompiliu Constantinescu și Tudor Șoimaru.
Întreprinde o nouă călătorie de studii în Franța, la Nancy. După 1929 continuă să fie profesor la Găești și Pitești, până în 1938, când se stabilește definitiv în București, funcționând mai întâi la Școala normală de băieți și apoi la Liceul Mihai Viteazul. Făcând politică țărănistă, a fost pentru scurtă vreme (1932-1933) deputat.
Criticul literar afirmat la Sburătorul, dar mai ales la Kalende, este redactor-șef la Gazeta (1935-1938), iar din 1935, redactor la Viața literară și la Revista Fundațiilor Regale, unde va rămâne până în 1941, când noua conducere (Dumitru Caracostea) îl concediază, împreuna cu Tudor Vianu, George Călinescu, Pompiliu Constantinescu și Șerban Cioculescu, din cauza orientării lor democratice.
Va reveni la Revista Fundațiilor Regale între 1945-1947. Din 1942, Vladimir Streinu a fost numit director al revistei Preocupări literare, care, din 1943, devine Kalende. În 1947, criticul își susține examenul de doctorat la Universitatea din Iași cu o teză despre Versul liber românesc. Dar în același an, este încă o dată concediat de la Revista Fundațiilor Regale și dat afară din învățământ din cauza vederilor sale politice anticomuniste. Încă din 1945, figura printre membrii fondatori ai Asociației de rezistență culturală Mihai Eminescu.
Între 1948-1951, Vladimir Streinu este bolnav de plămâni, suferind o toracoplastie. După ce se reface, între 1953-1955, neavând nici un mijloc de existență, va presta munci necalificate umilitoare, precum paznic și ghid al muzeelor din parcul Herăstrău (pe atunci, I.V. Stalin), muncitor mozaicar. Din 1955, este angajat ca cercetător științific principal la Institutul de lingvistică al Academiei, până în 1959, când, înscenându-i-se o listă de fapte imaginare, este arestat (alături de alți intelectuali de forță interbelici, precum Constantin Noica) și condamnat la 7 ani închisoare pentru motive politice. Eliberat în 1962, devine cercetător științific principal la Institutul de Istorie și Teorie Literară (în 1965) la propunerea lui George Călinescu. Reabilitat, în 1969 a fost numit director la Editura Univers, profesor onorific la Facultatea de Limbă și Literatură română a Universității din București, unde ține un curs despre Estetica poeziei românești. Moare din cauza unui infarct miocardic, la 26 noiembrie 1970.

## Distincții
- Ordinul Meritul Cultural în gradul de Cavaler cl. II, pentru litere (23 septembrie 1942)[2]

## Criticul și istoricul literar
Vladimir Streinu a debutat ca poet în Adevărul literar si artistic (1921), iar în calitate de critic, în revista Muguri (Câmpulung Muscel) în 1922, cu un articol despre volumul de poezii Pârga de Vasile Voiculescu. Apoi a colaborat la foarte multe alte publicații, ca cele amintite, la care se adaugă, doar cu titlu exemplificativ, Săptămâna muncii intelectuale, Cetatea literară, Viața Românească, Gândirea, Mișcarea literară, Universul literar. Față de colegii săi de generație (Tudor Vianu, George Călinescu), în volum a debutat oarecum târziu, în 1938, cu Pagini de critică literară. Marginalia. Eseuri, urmat de Recitind pe clasicii noștri. Ion Creangă (1939), Clasicii noștri (1943), Literatura română contemporană. Antologie (1943), Istoria literaturii romane (în colaborare cu Tudor Vianu și Șerban Cioculescu) (1944), Versificația modernă (1966), Calistrat Hogaș (1968), Pagini de critică literară, 2 vol. (1968), care vor continua postum până la vol. V inclusiv (1977). Tot postum vor apărea micromonografia Ion Creangă (1971), volumul de versuri Ritm imanent (1971), Studii de literatură universală (1973). Vladimir Streinu a îngrijit prima ediție critică a Operei lui Calistrat Hogaș, 2 vol. (1944, 1947) și o ediție anglo-română a capodoperei lui Shakespeare, Tragedia lui Hamlet, prinț al Danemarcei (1965).
Criticul nostru și-a definit concepția și opiniile estetice de-a lungul celor cinci volume de Pagini de critica literară și, în special, în cel din 1938. El se pronunță împotriva metodelor istorice, sociologice, biografice și împotriva oricărei metode, ca fiind incapabile să explice și să decidă asupra originalității spiritului creator. Metoda are numai valoare celui care o practică. Relativist, întrucât esența artei ar fi ceva imprecis, opera ar avea un duh inanalizabil, "Vladimir Streinu considera că sarcina criticului este să deslușească într-o poezie sau într-un roman concretul necategorial al artei, realitatea ei monadică, misterul vibrator cu care să consune". Mai exact, să surprindă unicitatea operei. Sunt invocați în acest sens Charles Du Bos (sonoritatea fundamentală), Henri Bergson (durata vie), Gabriel Marcel ("l'attention à l'unique"), Camil Petrescu (substanțialitatea). Critic de formație maioresciana, Streinu a văzut în militantismul estetic o formă a luptei pentru artă, pentru frumos, de unde și polemicile sale împotriva ingerințelor politice din orice parte ar fi venit ele în domeniul literaturii și împotriva mediocrității. El susține scrisul artistic în critică pe care însuși l-a cultivat. Mai târziu, va medita asupra Tiparelor de cultura. Atic și asiatic, în care clasificările (Aticul este clasic, simplu, organizat, raționalist...") amintesc eseul lui George Călinescu, Clasicism, romantism, baroc. Tot acum, definește specificul românesc pe care-l vede ca o expresie a clasicismului, drept „aesthesis carpato-dunărean", incorporat în primul rând în Miorița.
Vladimir Streinu a fost, înainte de toate, un critic de poezie pe care a îmbrățișat-o aproape în întregimea ei, de la Eminescu și încă de mai înainte (măruntul romantism, tenebros, exotic și formalist), până la cel mai tânăr contemporan. Marele poet l-a atras în permanență, Streinu comentându-i opera în mai multe rânduri, în special în volumul Clasicii noștri. Luceafărul e o dramă a antinomiilor, fiind motivul fundamental ce se regăsește în întreaga inspirație a poetului. Despre Floare albastră afirma că e un embrion al marii lui opere, spectaculoasa oscilație eminesciană între ideea de moarte și viață. În studiul Eminescu, poet dificil se pronunța, poate cam categoric, împotriva popularității poetului, a așa-zisului curent eminescian, care nu s-ar fi produs, observând că destule versuri, sintagme sau poezii rămân neînțelese. Unicitatea lui Eminescu, poet al visului dublu, teurgic și mitologic n-a mai fost repetată de nimeni și niciodată. Acest univers mirific va fi mereu prezent în conștiința criticului și atunci când va comenta lirica secolului XX, care se îndruma pe alte căi decât ale romantismului eminescian.
Deși orientat spre modernism, Streinu îi acordă lui Al. Macedonski un spațiu destul de limitat în cadrul capitolului Orientarea estetizantă din Istoria literaturii române. Pe larg, este discutată noutatea ideilor lui poetice, unele în premieră mondială, ca transpoziția senzațiilor, apropierea poeziei de muzică, verslibrismul. Admirația criticului față de opera lui Macedonski, care, prin atitudinile exacerbate ale autorului se dezvoltă într-o semeție de artă luciferică, sublimă și nemaicunoscută, este indiscutabilă.
Vladimir Streinu se afirmă și își conturează profilul pe deplin atunci când abordează perioada interbelică. Spre a-i cunoaște și mai clar opțiunea estetică, va trebui să cităm studiul Tradiția conceptului modern de poezie, publicat în vol. Pagini de critica literară (1938). Criticul reface acolo istoria poeticelor din antichitate până la Edgar Allan Poe, care aduce marile inovații; el restituie poeziei noblețea aristotelică a plăcerii, combate ideea de inspirație, poemul construindu-se treptat, cu preciziunea și rigoarea logică a unei probleme de matematică. El pune pe primul plan chestiunea poeziei pure, a colaborării poeziei cu muzica, vorbește despre sugestie. Pe un asemenea drum, care deschidea o nouă epocă, aceea a modernismului, Poe va fi urmat în Europa de Baudelaire, Mallarmé, Paul Valéry. Toate aceste inovații, cărora le subscrie și Vladimir Streinu, își vor găsi ecou într-o măsură mai mică sau mai mare și în lirica românească din secolul XX și mai ales din perioada interbelică. În introducerea la antologia Literatură română contemporană, criticul va realiza o sistematizare a tendințelor lirice din această perioadă, a raporturilor în continuă schimbare dintre modernism și tradiționalism. Fără să-i minimalizeze pe ceilalți, poetul care se bucura de cea mai mare considerație este, și pentru Vladimir Streinu, Tudor Arghezi, a cărui creație a comentat-o adesea, începând cu volumul Cuvinte potrivite. Ceea ce îl impresionează și pe autorul Paginilor de critica literară este extraordinarul geniu verbal arghezian, de o forță hugoliană, „de o materialitate copleșitoare". O atenție deosebită e acordată poeziei de inspirație religioasă, cea ocultată sau deformată în anii dogmatismului realist socialist. Opinia lui Vladimir Streinu despre Arghezi e așa de înaltă încât îl așează alături de Paul Valéry, T.S. Eliot, Giuseppe Ungaretti, socotindu-l și el „cel mai mare poet după Eminescu". Foarte receptiv a fost criticul și la poezia lui Bacovia, pe care-l socotea un poet unic în literatura română și chiar în cadre mai largi decât ale literaturii noastre". Exprimând căderea din uman în mineral", volumele Plumb și Scântei galbene conțin o poezie „de scoică bolnavă", cum o definește comentatorul într-o inspirată metaforă. De o înaltă apreciere s-a bucurat și Lucian Blaga, la care admira miracolul ca izvor al poeziei pe care poetul îl căuta în epoca miturilor și a legendelor creștine. După opinia și formula foarte personală a lui Vladimir Streinu, Blaga, pe care-l apropie de Rainer Maria Rilke, e un tip nou de creator în literatura română, nu un filosof și un poet, ci un lirosof, cu o doctrină a lirei, care îi constituie deplina lui identitate. Sensibil se dovedește criticul și față de „morbidețea modernă" a lui Al. Philippide și de evoluția poeziei lui Adrian Maniu de la faza de contestatar spectaculos al tuturor academismelor din anii 1910-1916, la cea tradiționalistă de după război, când iconoclastul devine iconodul. Adrian Maniu (și îl adaugă mai târziu și pe V. Voiculescu) ilustrează excelent ideea lui Vladimir Streinu din citata introducere la antologia Literatura română contemporană, potrivit căreia „modernii se tradiționalizează, fără să vrea, tematic, iar tradiționaliștii se modernizează, fără să vrea, în expresie". Pe larg, scrie criticul despre Vasile Voiculescu, care a ținut „o dreaptă cumpănă a lirismului nostru", lucrând cu vremea în spiritul inovației, etapele parcurse fiind mereu suitoare. Bineînțeles, nu este uitat poetul inspirației religioase românești, situat alături de Tudor Arghezi. Vladimir Streinu a scris despre numeroși poeți, de la Dan Botta la Ștefan Augustin Doinaș, de la Constant Tonegaru la Marin Sorescu, pe care, deși foarte tânăr, îl prețuia în chip deosebit. A respins suprarealismul și, în ultimii ani, renegându-și conjunctural mai vechi convingeri, chiar privind poezia pură și ermetică, socotind, spre exemplu, excesiv criptică poezia lui Nichita Stănescu. A observat însă cu îndreptățire, în anii 1960, influența copleșitoare și imitarea până la pastișă a lui Arghezi, Blaga, Barbu, deși era într-un fel explicabilă prin reacția de respingere a uscatului și simplistului realism socialist, care deturnase poezia de la rosturile ei.

## Recunoașterea postumă
În anul 2006 a fost ales ca membru post-mortem al Academiei Române.